# Porsildia groenlandica
Porsildia groenlandica là loài thực vật có hoa thuộc họ Cẩm chướng. Loài này được (Retz.) Á. Löve & D. Löve miêu tả khoa học đầu tiên năm 1975.